# Ceratina popovi
Ceratina popovi är en biart som beskrevs av Wu 1963. Ceratina popovi ingår i släktet märgbin, och familjen långtungebin. Inga underarter finns listade i Catalogue of Life.